# كم جو يونغ
كيم جو يونغ (بالكورية: 김주영) ولد في عام 1939 اثناء الاحتلال الياباني وشهد تحرير بلاده من قبضه الاستعمار في 15 أغسطس والحرب الكورية في الخمسينيات.تخرج من جامعة سيورابول وكان قد تخصص في الكتابة الإبداعية رغم معارضه أبيه. وكان يأمل أن يكون شاعرا. عمل كيم بشركة إنتاج التبغ التعاونية. في عام 1971 حصل على جائزة الكتاب المحدثين عبر مسابقة الأدب الشهرية عن رواية السكون. ويعد كيم واحدا من ابرع الرواة في كوريا. تعتمد كتاباته على العديد من المقابلات الشخصية وتجميع البيانات بدقة ولذلك تتمتع أعماله بالواقعية والحيوية. تعتبر روايات كيم من أفضل الروايات التي تعكس حياة المواطن الكورى.

## ومن كتاباته
«نزل البائع المتجول» والتي تضمنت اجزاء متعدده طرحت بشكل متسلسل في الثمانينات في سيول نيوز. تدور أحداث الراوية حول حياة أحد التجار اثناء الفترة الأخيرة من عهد مملكه تشوسون (1392 إلى 1910). في عام 1983 نشرت لكيم راوية «هوال بيندو» والتي تحكي عن مجموعه من قطاع الطرق الطيبين الذين يحاربون فساد طبقة النبلاء وتأثير الأحتلال الياباني في بداية القرن.و من الأعمال التي لا يمكن إغفالها والتي تركت بصمة قويه روايه «صيادلا يكسر القصب» وايضا روايته «سمك الورنك» حققت نسبه مبيعات أكثر من 350 ألف نسخة. وروايته «صوت الرعد» والتي نشرت في عام 1986 وهي الرواية التي تم ترجمتها للغه العربية.

## جوائز
- جائزة يو جو هيون للادب 1984
- جائزة الفنون الأدبية الممنوحة له من جمهورية كوريا جائزة السان للادب 1996
- جائزة كيم دونج ري للادب 2002

## المؤلفات
- نزل البائع المتجول 1981
- هوال بيندو 1983
- صوت الرعد 1986
- صايد لا يكسر القصب 1988
- سمك الورنك 1998
- النشوفه 2000